# Åldershörselnedsättning
Åldershörselnedsättning, även kallat presbyacusis eller presbyakusi, är en hörselnedsättning som beror på åldersförändringar i hörselsystemet. Den är långsamt fortskridande och karaktäriseras av att den är symmetrisk, typiskt sett mest påtaglig i höga frekvenser och bilateral (drabbar båda öronen). Denna form av hörselnedsättning är en vanlig del av åldrandet 

## Orsaker
Åldershörselnedsättning kan ha ett flertal olika patofysiologiska och etiologiska orsaker. Genom medicinsk diagnostik i form av audiometri (hörselmätning) och genom anatomiska undersökningar av bl a ökenråttor har tre huvudorsaker till åldershörselnedsättning observerats. Ordnat efter betydelse är dessa metaboliska förändringar i stria vascularis, en vätskeproducerande vävnad i hörselsnäckan (strial eller metabolisk åldershörselnedsättning), följt av förslitning av hårceller (främst yttre hårceller) i hörselsnäckan (sensorisk åldershörselnedsättning), och därefter försämringar i den neurala funktionen i hörselnerven (neural åldershörselnedsättning). Dessutom kan vaskulära förändringar i innerörat och degenerativa processer i hörselnerven bidra till försämringen.  Hörselnedsättningen kan ha sin grund i bara en av dessa mekanismer, men i majoriteten av fallen utgörs den i realiteten av en kombination av dessa.Det finns många faktorer som påverkar utvecklandet och ökar risken för åldershörselnedsättning. Det handlar både om inre och yttre faktorer, och deras samverkan hos individen är komplex. Viktiga inre faktorer är genetisk predisposition (vilket enligt en beräkning från 2014 står för 35-55% av fallen). På den genetiska nivån har flera gener som påverkar mitokondrie funktion, oxidativ stress, apoptos och innerörats struktur identifierats. Dessa är funktioner som är centrala för innerörats hälsa och därför har kopplats till utvecklingen av åldersrelaterad hörselnedsättning. Ämnesomsättningssjukdomar såsom hyperglykemi (vilket kan uppstå som en följd av diabetes), fetma och hyperlipidemi samt högt blodtryck. Betydande yttre faktorer är exponering för ljud, både kortvarig exponering för starka ljud och långvarig utsatthet för medelstarkt buller, samt ototoxiska läkemedel.
Livsstilsfaktorer som har samband med åldershörselnedsättning är rökning (även passiv rökning) samt kosthållning. Rökare har i flera studier visat sig ha en signifikant större risk för att drabbas av hörselnedsättning än icke-rökare. Bl a påvisade en studie från 1998 att prevalensen av hörselnedsättning var 1,69 gånger större hos rökare jämfört med hos icke-rökare. Det finns en koppling mellan rökning samt ökad risk för hörselnedsättning. Kost som är rik på antioxidanter har också visat sig ha en förebyggande effekt vid ett flertal kontrollerade studier.

## Kännetecken
Den försämring som sker av hörseln hos de som drabbas av åldershörselnedsättning sker så långsamt att individen har svårt för att notera förändringarna själv, och istället är det typiskt sett individens närmaste omgivning som lägger märke till att talspråklig kommunikation blivit allt mer utmanande. Ett vanligt fenomen är att den drabbade omedvetet förlägger problemen utanför sig själv och tror att det är andra som i hög utsträckning talar otydligt.
Den påtagliga försämringen av hörbarheten i det högfrekventa området får negativ effekt på uppfattningen av talat språk hos den drabbade, särskilt i ljudmässigt utmanande situationer, såsom i lokaler med dålig akustik, när många talar samtidigt eller när annat störande bakgrundsljud är närvarande. Även om audiogrammet visar en i stora drag liknande kurva hos två individer av olika åldrar kan ändå taluppfattningen i närvaro av störande ljud ändå skilja sig åt markant, då frekvens- och tidsupplösningen hos hörseln försämras med stigande ålder pga både sensorisk och neural försämring i samband med åldrandet. För svårigheter med taluppfattning har även har också kognitiv påverkan i form av sämre arbetsminne och uppmärksamhetsförmåga pga åldersförändringar i hjärnan stor betydelse, utöver de faktorer som härrör från degeneration av det perifera hörselsystemet (från ytterörat till hörselnerven).
Könsmässiga skillnader finns i både förekomst, karaktär och svårighetsgrad av åldershörselnedsättningar, samt i åldern för när förändringarna i genomsnitt börjar. Hos män är åldershörselnedsättningar betydligt vanligare än hos kvinnor, och vissa åldersförändringar kan hos män ses så tidigt som i 10-årsåldern, medan kvinnor drabbas långt senare. Män har en högre förekomst av vissa hälsotillstånd som ex: kardiovaskulära sjukdomar, som kan påverkar hörseln negativt och cirkulationsproblem som kan påverka blodflödet till innerörat negativt hörseln.  Det finns evidens på att detta inte enbart beror på generella skillnader i exponering för buller, utan att det har sin grund i både hormonella och genetiska könsskillnader.  Hormoner som exempel östrogen, kan spela en roll i att skydda hörseln och förklara varför kvinnor i allmänhet upplever hörselnedsättning i en senare livsfas än män.  Åldershörselnedsättningar hos män är generellt också svårare, särskilt i diskantområdet (hörtrösklarna i basområdet är ofta opåverkade långt upp i åldern) medan kvinnors audiogram ofta påvisar en mer jämn nedsättning över hela frekvensområdet, även i basområdet.

## Behandling
I dagsläget finns det ingen medicinsk behandling eller botemedel för åldershörselnedsättning. Hörapparater är den vanligaste åtgärden för lätt till måttlig grad av åldershörselnedsättning. Vid grav hörselnedsättning där hörapparater inte är tillräckligt effektiva kan cochleaimplantat (CI) vara ett alternativ, förutsatt att patienten uppfyller kriterier för att bli CI-kandidat.